# Vacqueyras
Vacqueyras é uma comuna francesa na região administrativa da Provença-Alpes-Costa Azul, no departamento de Vaucluse. Estende-se por uma área de 8,97 km². Em 2010 a comuna tinha 1 305 habitantes (densidade: 145,5 hab./km²).